# Nagra (gravador de aúdio)

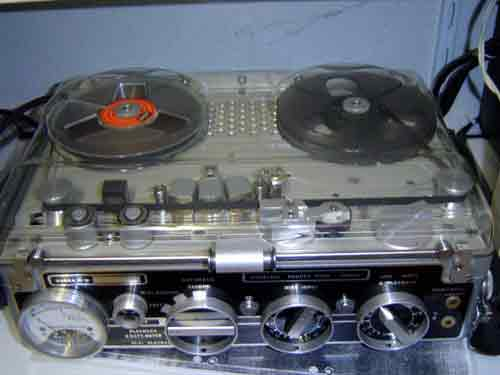
Nagra III com Pilottone

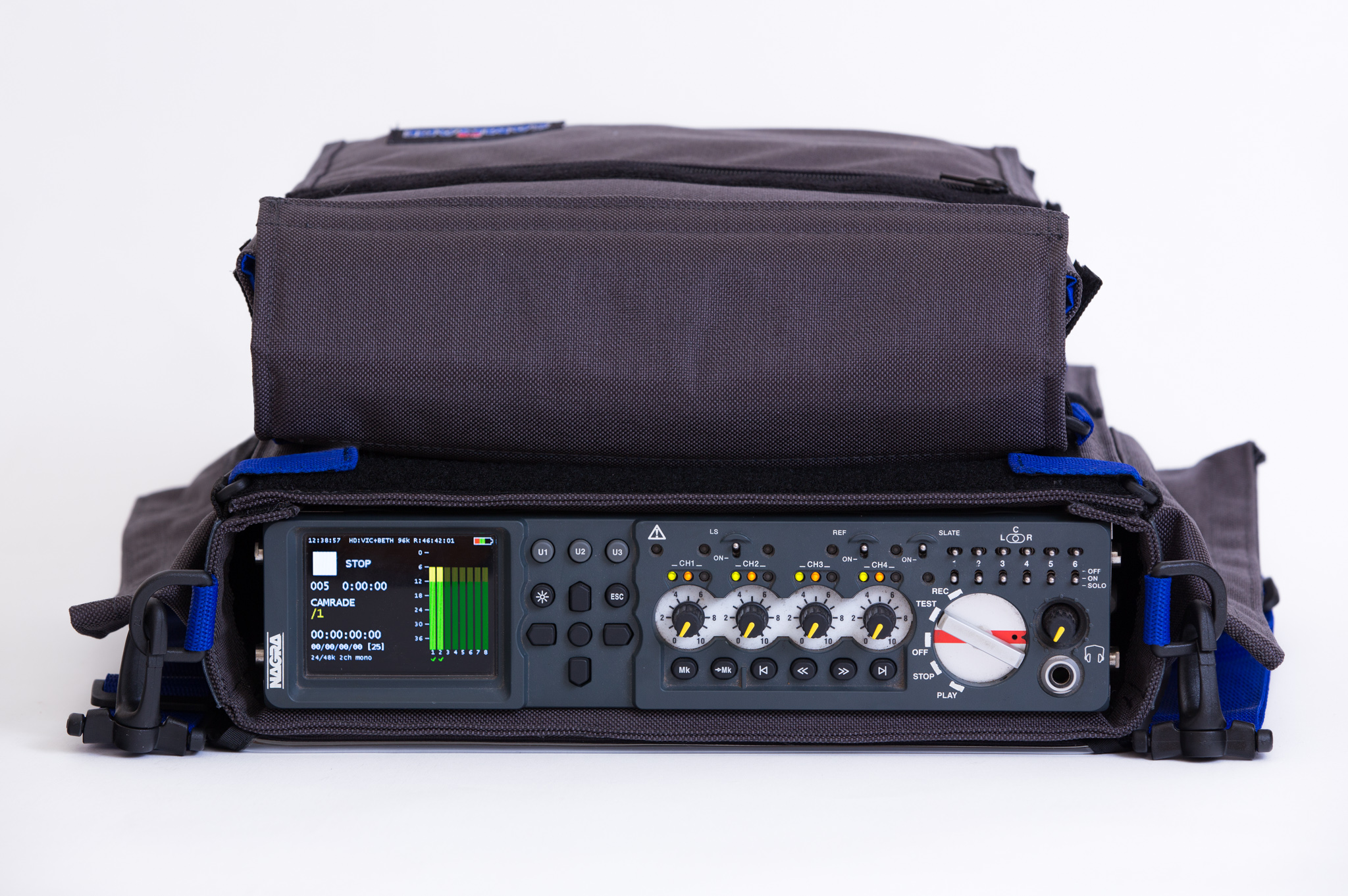
Nagra VI

A Nagra é uma marca de gravadores de áudio portáteis produzidos a partir de 1951 na Suíça pelo polonês Stefan Kudelski. A partir de 1997 foi lançada uma linha moderna de equipamentos voltados para a comunidade audiófila, expandindo as linhas de produtos em outros mercados.
Originalmente um produto do Grupo Kudelski, os gravadores Nagra são agora desenvolvidos, produzidos e vendidos pela empresa independente Audio Technology Switzerland SA, com sede em Romanel-sur-Lausanne .

## História
Na década de 1940 surgem os pequenos transistores (transresistências que amplificam ou trocam sinais eletrônicos) substituindo as grandes válvulas, iniciando a criação de pequenos equipamentos de som e a era dos eletrônicos portáteis.
Em 1951, as máquinas foram inicialmente projetadas pelo inventor polonês Stefan Kudelski, que desenvolveu o primeiro gravador de som portátil usando transistor e fita magnética, denominado "Nagra I". Assim fundou a empresa Kudelski SA, que ganhou vários prêmios técnicos por sua precisão e confiabilidade. Nagra significa "[isso] gravará" ou “vai gravar” em polonês, língua nativa de Kudelski.
Os gravadores da marca Nagra foram os sistemas de gravação de som padrão de fato para produção de filmes e televisão (sem vídeo) com câmera única da década de 1960 até a década de 1990.

## Sincronização
Originalmente, um cabo de sincronização física conectava o gravador Nagra à câmera (colocando um pulso da câmera na fita), para garantir que quaisquer flutuações na fita fossem contabilizadas. Após a introdução da sincronização de cristal, o gravador poderia operar separadamente da câmera, cada um tendo um relógio preciso separado garantido para permanecer sincronizado com o outro, permitindo ao gravador de som significativamente mais liberdade de movimento. Isso era comumente conhecido como som de sistema duplo.

## Modelos
Os gravadores Nagra são identificados por um número que indica sua geração tecnológica e características:
- NAGRA I - O primeiro protótipo com motor mecânico e tubos em miniatura, surgido em 1951.[9][10] Dois foram vendidos para a Rádio Genève.
- NAGRA II - O primeiro modelo de produção, equipado com tubos em miniatura e motor mecânico, surgiu em 1953.[10] Em 1953, em novas instalações, a Nagra iniciou a produção do Nagra II, um Nagra I com opção de ter um modulômetro externo (uma espécie de medidor VU ) na parede lateral. Mais tarde o Nagra II foi aprimorado para o Nagra II b e em 1955, para o Nagra II c (um Nagra II com algumas melhorias na eletrônica e utilizando o primeiro circuito impresso Nagra).
- NAGRA II CI – Segunda geração equipada com placas de circuito impresso em substituição à fiação do chassi, surgindo em 1955.
- Nagra III NP – O primeiro Nagra utilizável para trabalhos cinematográficos, lançado em 1958. Este era um gravador mono, com o "NP" denotando a sincronização do Neopilot.[5]
- Nagra IV-L – Monaural, sincronização Neopilot, com duas entradas de microfone e um limitador de áudio integrado. Introduzido em 1968. Os suportes de cabeça não confiáveis foram redesenhados três vezes, com o design final sendo designado Nagra 4.2
- Nagra 4.2 – Igual ao IV-L, mas com alimentação adicional para microfones e equalizadores integrados. Introduzido em 1972. Na década de 1980, era possível atualizar um 4.2 para registrar o timecode SMPTE .

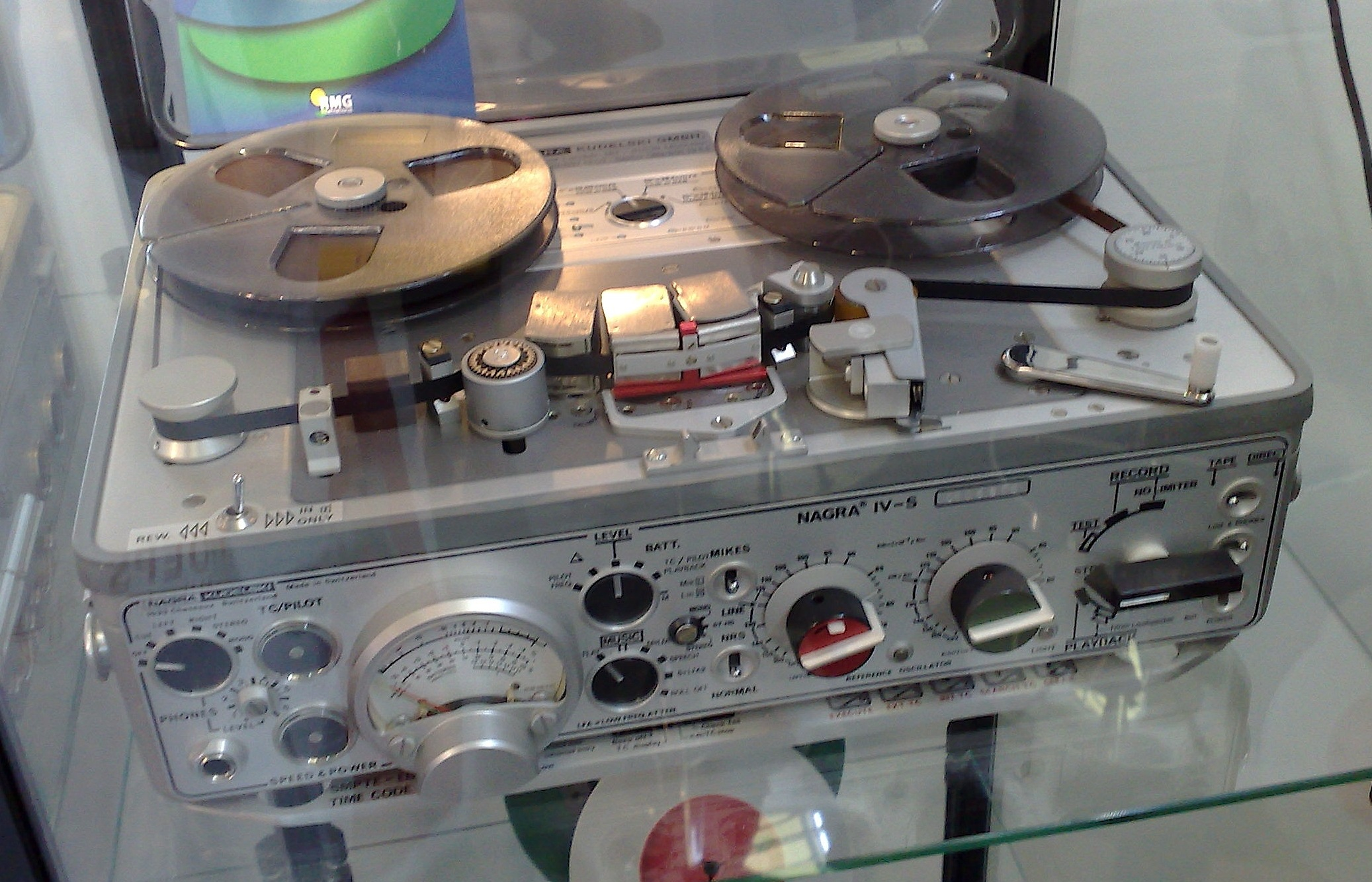
Nagra IV-STC (com código de tempo)

- Nagra IV-S – Stereo Nagra, gravando estéreo de duas trilhas. Ele tinha potenciômetros de dois níveis, limitadores e predefinições de equalizador . Foi introduzido em 1971. Originalmente empregava um 14 Sinal de sincronização de kHz que não é compatível com a sincronização anterior do Neopilot. Este sinal é gravado empregando modulação FM em uma terceira faixa ou faixa central que pode ser simultaneamente empregada como uma faixa "sugestão" adicional, mas de qualidade inferior.
- Nagra IV-STC – Em 1984, a Nagra introduziu suporte para timecode . Com esse suporte, um IV-S tornou-se um STC com bandeja removível.

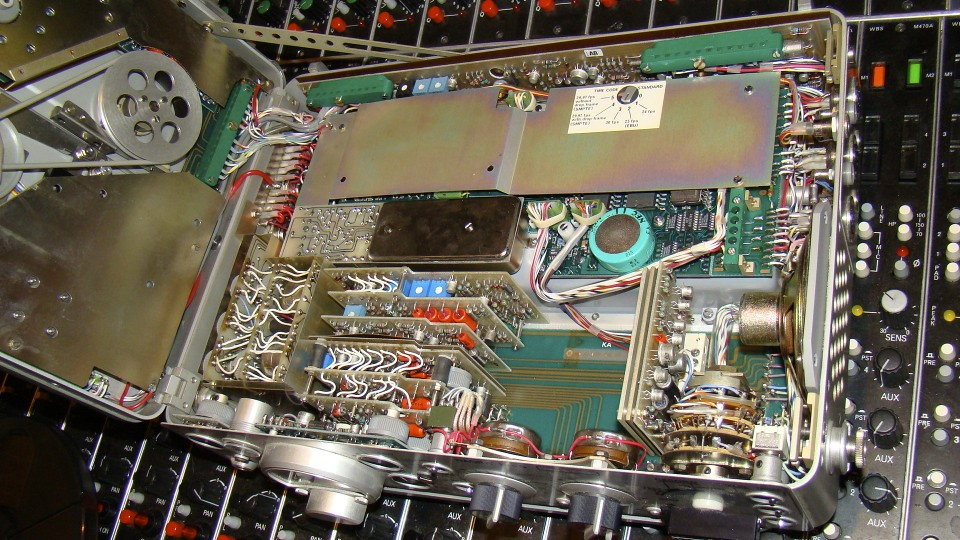
Nagra IV-STC interno

- Nagra IV-SJ – Stereo Nagra para instrumentação e registro. Os potenciômetros são substituídos por interruptores para definir o ganho em etapas precisas, sem limitadores e, quando presentes, as entradas de microfone são para microfones de instrumentação não balanceados de alta tensão, em vez de baixa impedância balanceada com alimentação T e fantasma.
- Nagra IS – Em 1974, o Nagra IS (apelidado de Idioten-Sicher ou "à prova de idiotas" por seus usuários) foi introduzido. O Nagra IS era um gravador de pequeno porte, para ser usado tanto em aplicações de cinema quanto de transmissão. O foco estava na operação simples e no peso menor do que os gravadores da série IV/4. Suportava apenas bobinas de 5 polegadas. Versões especiais do IS chamadas ISN e ISS poderiam reproduzir o 3,81 fita de mm de largura usada com gravadores Nagra SN. O IS é o único modelo derivado do Nagra III original a utilizar três motores para transporte de fita. As bobinas de alimentação e coleta possuem motores próprios.
- NAGRA E – Um gravador mono simples, de velocidade única (7,5ips), destinado a repórteres de rádio, foi lançado em 1976.

Além desses gravadores de campo, a Kudelski SA produziu um gravador de estúdio chamado Nagra T-Audio, projetado principalmente para uso em telecines para transferência de diários. Todas as máquinas acima usam fita de 1/4".
- NAGRA TRVR - Uma máquina estéreo rara projetada com formato de rack de 19 ". É um gravador de fita bobina a bobina de 1/4" projetado para gravação automática longa usando as quatro velocidades de fita padrão. A máquina é equipada com um dispositivo de início automático de gravação acionado pelo sinal de entrada e, no final da fita, permite a conexão automática a outra máquina que inicia a gravação em uma nova fita sem perda de sinal. Quando equipada com o acessório RCHS, Time Code Reader Searcher, a máquina permite a busca em alta velocidade de uma determinada sequência quando seu código de tempo foi digitado pelo teclado ou a partir de sua memória. Essas máquinas foram utilizadas por serviços de inteligência de diversos países e serviços de registro de estações de rádio.

### Série Negra
Kudelski SA também produziu uma série de gravadores bobina a bobina miniaturizados usando uma fita especial (largura de 3.81 mm ), ligeiramente maior do que a fita cassete convencional de 1/8 ". Estas máquinas são referidas como SN (de Série Noire) e a produção foi originalmente encomendada pelo Presidente Kennedy para o Serviço Secreto dos Estados Unidos .

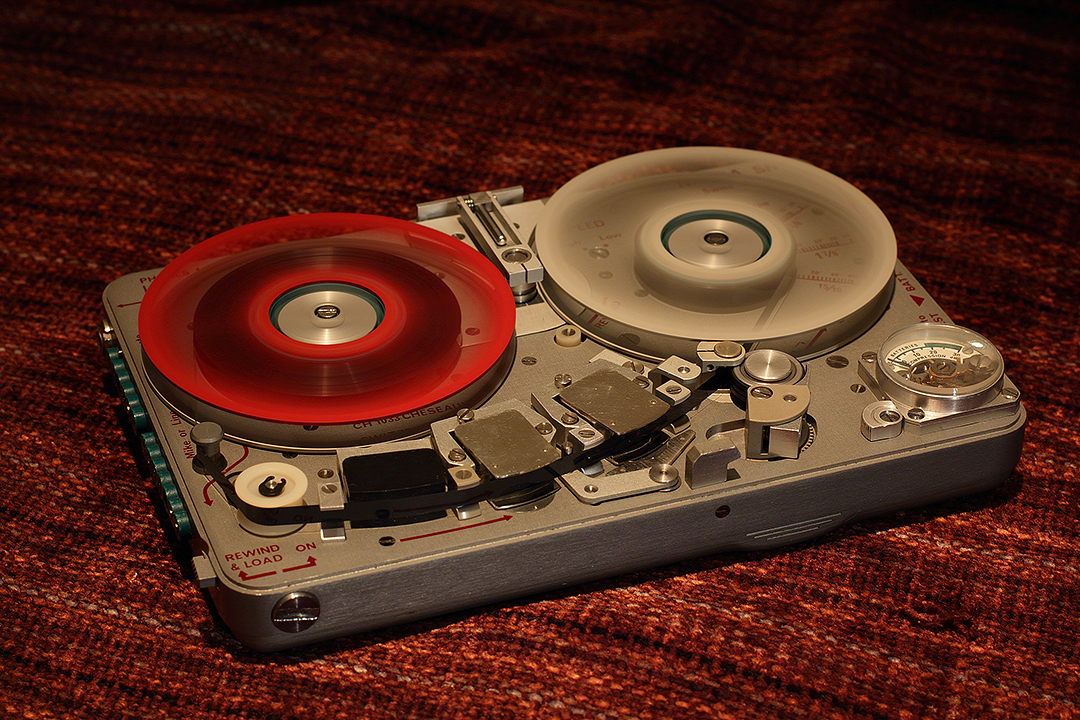
Nagra SNS

A gama SN compreende os seguintes modelos:
- Nagra SNN – mono, faixa completa, velocidade da fita principal de 3-3/4 ips.
- Nagra SNS – mono, meia trilha, velocidade da fita principal de 15/16 ips (multiplicando a duração da gravação em detrimento da faixa dinâmica e da resposta de alta frequência).
- Nagra SNST - estéreo, destinado mais ao uso do serviço de segurança "dois microfones para gravar duas pessoas diferentes conversando" do que ao uso de alta fidelidade devido a limitações técnicas.
- Nagra SNST-R – estéreo de alta fidelidade completo.

Uma versão especial do SN usando cassetes de fita exclusivos foi feita em cooperação com a JBR Technology e amplamente utilizada pelas agências de inteligência domésticas dos EUA.

### Gravadores digitais
O Nagra IV-STC foi o padrão para gravação de filmes e música clássica até meados da década de 1990, quando os gravadores DAT se tornaram confiáveis o suficiente para uso em campo. Em resposta, Kudelski produziu dois gravadores digitais para competir:
- Nagra D – gravador de áudio digital PCM de 4 canais. Em vez de gravar no formato DAT, o D usou um formato digital reel-to-reel usando uma cabeça de varredura helicoidal e fita de 1/4" em bobinas de 5" e 7". A fita é idêntica à usada em máquinas com cabeçote estacionário de áudio digital, como as séries Sony PCM-3202 e Mitsubishi X-86 . O formato único, combinado com seu peso pesado, tornou-o um tanto impopular entre muitos mixadores de som de produção, mas ano após ano muitos filmes foram concluídos com Nagra Ds (e o mais recente 24 bits/96). kHz Nagra DII ). Apesar de alguma popularidade no final dos anos 1990, o Nagra D e o DII são uma raridade nos filmes norte-americanos em meados dos anos 2000.
- Nagra ARES C e ARES-PP – Em 1995, o gravador ARES-C foi lançado com o objetivo de substituir o antigo gravador portátil NAGRA-E no mercado de radiodifusão. Baseado em uma plataforma sem fita usando cartões de memória de computador PCMCIA como meio de gravação, o ARES-C oferece gravador, editor e codec ISDN na mesma caixa portátil operada por bateria. Aceito por estações de rádio de todo o mundo, formou a base de uma nova geração de gravadores digitais para a empresa NAGRA. Após o sucesso do gravador digital NAGRA D, o NAGRA ARES foi o primeiro gravador digital sem fita NAGRA. O ARES C-PP era uma versão de estúdio de 19" (2U) montável em rack do ARES-C e deu às emissoras um sistema completo para transmissão jornalística. O C-PP foi amplamente utilizado em vans de transmissão e pequenos estúdios de rádio. Os modelos Nagra ARES usam placas de PC (anteriormente PCMCIA) para armazenamento de dados, Flash RAM Tipo I e II (máx. 192 MB).

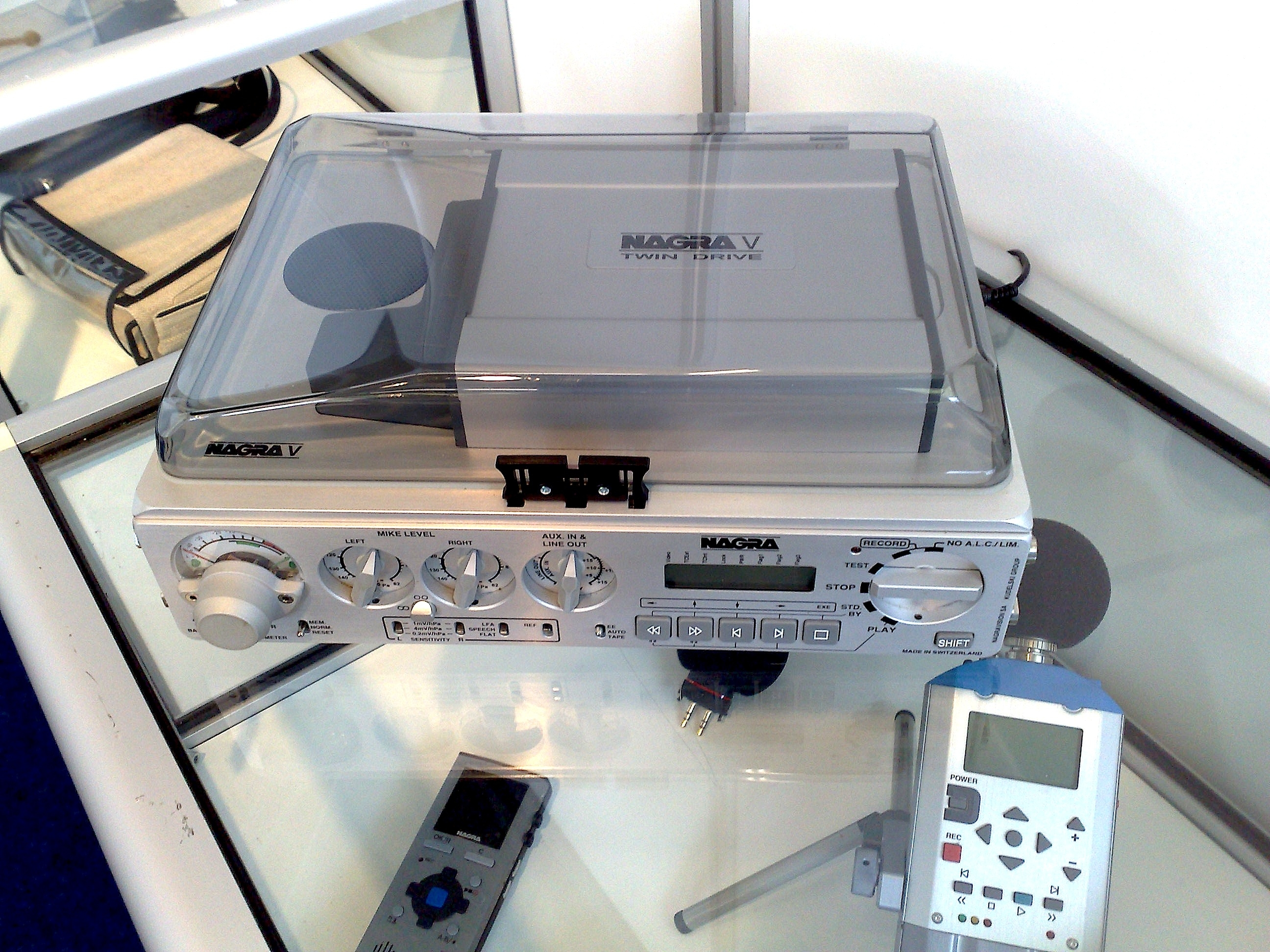
Nagra V

- Nagra V – gravador de áudio digital PCM de 2 canais, 24 bits/96 Gravador baseado em disco rígido removível de kHz com suporte para timecode . Tem os benefícios adicionais de ser muito leve e produzir arquivos facilmente processados por sistemas de edição não linear . Lançado originalmente com o sistema de disco rígido removível Orb, que não se mostrou confiável. O sistema de acionamento foi substituído pelo sistema DN-Boy da Agate Technology em outubro de 2002. Ao contrário dos Nagras analógicos, os gravadores digitais Nagra V não foram adotados tão prontamente pelas indústrias de cinema e TV, que usam principalmente máquinas digitais multipista concorrentes de fabricantes como Cantar da Aaton, Fostex, Sound Devices e Zaxcom .
- Nagra VI – Lançado em 2008, originalmente como um gravador de 6 canais e posteriormente atualizado para 8 canais (seis entradas mais duas mixagens), o Nagra VI foi apontado como "o sucessor natural dos gravadores digitais multipista NAGRA-D/DII" e está equipado com quatro pré-amplificadores de microfone, duas entradas de nível de linha que funcionam como entradas digitais duplas ( AES/EBU e S/PDIF ), com canais de entrada equipados com filtros passa-baixo, limitadores, configurações de sensibilidade de microfone variáveis e alimentação fantasma de tensão variável. Codificadores rotativos e botões flexíveis permitem ao usuário programar a função dos principais potenciômetros de áudio e teclas de atalho. O VI grava em um disco rígido interno de 2,5" com compact flash como backup ou para transferências, possui capacidade completa de timecode e entrada de metadados para arquivos de áudio e relatórios de som digital. Grava 24 bits/96 kHz, bem como formatos MP3.[12] O VI foi lançado para competir com máquinas multipista de outros fabricantes, embora ainda não tenha recuperado sua participação de mercado original em som de produção, à medida que contagens maiores de canais e tamanho e peso menores se tornam mais disponíveis a um custo menor.
- Nagra Seven – Desde 2013, este gravador de 2 pistas foi projetado como o sucessor dos gravadores Nagra LB, ARES-C, ARES-BB+ e Nagra V. É um dispositivo flexível e pode ser adaptado a uma infinidade de aplicações específicas dependendo das opções internas instaladas. Baseado em uma plataforma de desempenho extremamente alto e simples de operar, as placas internas de código de tempo ISDN ou SMPTE/EBU adaptam-no aos mercados de transmissão ou de cinema/TV. WiFi/3G opcional, WiFi/4G, editor interno e compressões de áudio também estão disponíveis, para dedicar ainda mais o dispositivo a aplicações específicas.

## Hi Fi
Em 1997, a Nagra lançou o PL-P, um pré-amplificador fonográfico valvulado, iniciando uma linha de equipamentos de áudio de última geração . A gama destina-se a consumidores audiófilos e não exclusivamente aos equipamentos profissionais fabricados até agora. Desde então, a gama tem crescido continuamente e foram adicionados amplificadores valvulados e mosfet, leitores de CD, outros pré-amplificadores e DACs. Agora divididos em 2 linhas Classic e HD, os produtos da Nagra são aclamados por muitos jornalistas como estando entre os melhores eletrônicos de reprodução de som do mundo.

## Aparições em filmes
Os gravadores de áudio Nagra fizeram aparições em vários filmes, incluindo:
- Klute (1971) - Nagra SN
- THX 1138 (1971) -Nagra III
- A Conversa (1974) - Nagra SN
- Diva (1981) — Nagra IV-S, uma gravação feita pela máquina é central na trama do filme.
- Blow Out (1981) - Nagra III e Nagra SN
- Gorilas na Névoa (1988) — Nagra III
- A Casa da Rússia (1990) — Nagra III
- Tênis (1992) — Nagra III
- Jogo de espionagem (2001) - Nagra IV e Nagra SN
- A Vida Aquática com Steve Zissou (2004) - Nagra 4.2